# A kiválasztottak (televíziós sorozat, 2013)
A kiválasztottak (eredeti cím: The Tomorrow People) 2013-ban bemutatott amerikai televíziós sorozat, ami az 1970-es években futott brit "The Tomorrow People" című sorozaton alapul. A műsor alkotói Greg Berlanti, Phil Klemmer és Julie Plec, a történet pedig egy csapat különleges képességgel rendelkező fiatalról szól, akik egy ügynökség elől menekülnek. A főbb szereplők közt megtalálható Robbie Amell, Peyton List, Luke Mitchell, Aaron Yoo és Madeleine Mantock.
A sorozatot az Amerikai Egyesült Államokban a The CW sugározta 2013. október 9. és 2014. május 5. között. Magyarországon a Viasat 6 mutatta be 2014. május 9-én.

## Cselekmény
Létezik egy csapatnyi kiválasztott, akik az evolúció uj lépcsőfokát, a homo superiort képviselik. A világ minden tájáról összeverődött csapat egy Manhattan utcái alatt lévő titkos bázison él, és képességeik a három T (telepátia, telekinézis, teleportáció) közül kerülnek ki. A sorozat központjában a csapat egy új tagja, Stephen Jameson, akinek apja, Jack volt a csapat legerősebb tagja, ám évekkel ezelőtt eltűnt. Stephen édesapja után kutat, miközben menekülnie is kell az Ultra, egy a hozzá hasonlókra vadászó szervezet elől.

## Szereplők
| Szereplő           | Színész              | Magyar hang        |
| ------------------ | -------------------- | ------------------ |
| Stephen Jameson    | Robbie Amell         | Márkus Sándor      |
| Cara Coburn        | Peyton List          | Tarr Judit         |
| John Young         | Luke Mitchell        | Orosz Ákos         |
| Russell Kwon       | Aaron Yoo            | Radnai Márk        |
| Astrid Finch       | Madeleine Mantock    | Szilágyi Csenge    |
| Dr. Jedikiah Price | Mark Pellegrino      | Debreczeny Csaba   |
| Damian             | Andrew Stewart-Jones |                    |
| Luca Jameson       | Jacob Kogan          | Nikas Dániel       |
| Jack Jameson       | Jeffrey Pierce       | Sarádi Zsolt       |
| Marla Jameson      | Sarah Clarke         | Kisfalvi Krisztina |

## Epizódok
| Sor. | Év. | Cím                                         | Rendező           | Író                                                                               | Premier                                | Nézettség   | Gyártási szám |
| ---- | --- | ------------------------------------------- | ----------------- | --------------------------------------------------------------------------------- | -------------------------------------- | ----------- | ------------- |
| 1.   | 1.  | Bevezető (Pilot)                            | Danny Cannon      | Tévéjáték: Phil Klemmer                                                           | 2013. október 9. 2014. május 9.        | 2,32 millió | 296845        |
| 2.   | 2.  | Mélyvíz (In Too Deep)                       | Danny Cannon      | Történet: Greg Berlanti & Phil Klemmer Tévéjáték: Phil Klemmer & Jeff Rake        | 2013. október 16. 2014. május 16.      | 2,15 millió | 2J7952        |
| 3.   | 3.  | Közbeavatkozás (Girl, Interrupted)          | Danny Cannon      | Micah Schraft & Pam Veasey                                                        | 2013. október 23. 2014. május 23.      | 1,92 millió | 2J7953        |
| 4.   | 4.  | Lőj vagy meghalsz! (Kill or Be Killed)      | Guy Bee           | Nicholas Wootton & Alex Katsnelson                                                | 2013. október 30. 2014. május 30.      | 1,72 millió | 2J7954        |
| 5.   | 5.  | A buli elszabadul (All Tomorrow's Parties)  | Nick Copus        | Leigh Dana Jackson & Grainne Godfree                                              | 2013. november 6. 2014. június 6.      | 1,56 millió | 2J7955        |
| 6.   | 6.  | Őszinte részvétel (Sorry for Your Loss)     | Nathan Hope       | Jeff Rake & Ray Utarnachitt                                                       | 2013. november 13. 2014. június 13.    | 1,65 millió | 2J7956        |
| 7.   | 7.  | A váró (Limbo)                              | Félix Alcaná      | Nicholas Wootton & Micah Schraft                                                  | 2013. november 20. 2014. június 20.    | 1,70 millió | 2J7957        |
| 8.   | 8.  | Thanatosz (Thanatos)                        | Rob Bailey        | Történet: Greg Berlanti & Phil Klemmer Tévéjáték: Phil Klemmer & Alex Katsnelson  | 2013. december 4. 2014. június 27.     | 1,74 millió | 2J7958        |
| 9.   | 9.  | A halál kapujában (Death's Door)            | Leslie Libman     | Történet: Greg Berlanti & Phil Klemmer Tévéjáték: Pam Veasey & Leigh Dana Jackson | 2013. december 11. 2014. július 4.     | 1,44 millió | 2J7959        |
| 10.  | 10. | A fellegvár (The Citadel)                   | Eagle Egilsson    | Jeff Rake & Grainne Godfree                                                       | 2014. január 15. 2014. július 11.      | 1,46 millió | 2J7960        |
| 11.  | 11. | Élvezet (Rumble)                            | Nick Copus        | Nicholas Wootton & Ray Utarnachitt                                                | 2014. január 22. 2014. július 18.      | 1,38 millió | 2J7961        |
| 12.  | 12. | Könnyű célpontok (Sitting Ducks)            | Dermott Downs     | Phil Klemmer & Micah Schraft                                                      | 2014. január 29. 2014. július 25.      | 1,72 millió | 2J7962        |
| 13.  | 13. | Az összeomlás szélén (Things Fall Apart)    | Michael Schultz   | Alex Katsnelson & Leigh Dana Jackson                                              | 2014. február 5. 2014. augusztus 1.    | 1,39 millió | 2J7963        |
| 14.  | 14. | Testvérnek őrzője (Brother's Keeper)        | Guy Bee           | Jeff Rake & Grainne Godfree                                                       | 2014. február 26. 2014. augusztus 8.   | 1,49 millió | 2J7964        |
| 15.  | 15. | Az ellenségem ellensége (Enemy of My Enemy) | Steven A. Adelson | Phil Klemmer & Ray Utarnachitt                                                    | 2014. március 5. 2014. augusztus 15.   | 1,24 millió | 2J7965        |
| 16.  | 16. | Szuperhős (Superhero)                       | Dermott Downs     | Micah Schraft & Alex Katsnelson                                                   | 2014. március 17. 2014. augusztus 22.  | 1,17 millió | 2J7966        |
| 17.  | 17. | Végjáték (Endgame)                          | Jace Alexander    | Nicholas Wootton & Anderson MacKenzie                                             | 2014. március 24. 2014. augusztus 29.  | 0,78 millió | 2J7967        |
| 18.  | 18. | Megtévesztés (Smoke and Mirrors)            | Dermott Downs     | Jeff Rake & Leigh Dana Jackson                                                    | 2014. március 31. 2014. szeptember 5.  | 1,10 millió | 2J7968        |
| 19.  | 19. | Modus Vivendi (Modus Vivendi)               | Oz Scott          | Ray Utarnachitt & Grainne Godfree                                                 | 2014. április 14. 2014. szeptember 12. | 1,06 millió | 2J7969        |
| 20.  | 20. | Hazatérés (A Sort of Homecoming)            | John Behring      | Jeff Rake & Alex Katsnelson                                                       | 2014. április 21. 2014. szeptember 19. | 0,76 millió | 2J7970        |
| 21.  | 21. | Tik-Tak (Kill Switch)                       | Dermott Downs     | Micah Schraft & Leigh Dana Jackson                                                | 2014. április 28. 2014. szeptember 26. | 0,93 millió | 2J7971        |
| 22.  | 22. | Ember fia (Son of Man)                      | Wendey Stanzler   | Phil Klemmer                                                                      | 2014. május 5. 2014. október 3.        | 1,01 millió | 2J7972        |